# Ель Кампін
Естадіо Немесіо Камачо Ель Кампін, або просто Ель Кампін (ісп. Estadio Nemesio Camacho El Campín) — один з найважливіших стадіонів Колумбії, розташований у столиці країни Боготі. На стадіоні проходять домашні матчі клуби «Мільйонаріос» і «Санта-Фе», які належать до традиційно одних з найпопулярніших клубів країни. Третя команда міста, «Ла Екідад», також іноді виступає на цій арені. Крім того, ряд клубів з інших міст, чиї стадіони не задовольняють вимогам КОНМЕБОЛ, використовують Ель Кампін як домашню арену в міжнародних турнірах. Так, саме тут «Атлетіко Насьйональ» з Медельїна завоював перший для Колумбії Кубок Лібертадорес в 1989 році. Періодично на цьому стадіоні виступає збірна Колумбії.

## Історія

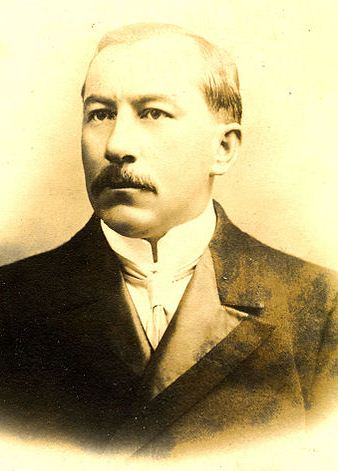
Політик і бізнесмен Немесіо Камачо, на честь якого названо стадіон.

Стадіон був побудований в 1938 році, його поява було приурочена до Боліваріанських ігор, що пройшли у столиці Колумбії в тому ж році. Ідея будівництва належить політику Хорхе Ельєсеру Гайтану (меру Боготи у 1936—1937 роках), коли в 1934 році він запропонував збудувати національний стадіон на честь 400-річчя заснування Боготи та провести там Боливаріанські ігри. Ідею підтримав син адвоката, політика і бізнесмена Немесіо Камачо, Луїс Камачо Матіс, який тоді був членом Сенату (Верхньої палати) Конгресу Колумбії. Камачо домігся виділення місця під будівництво арени і великих субсидій. Згодом стадіону було дано ім'я його батька, Немесіо Камачо, який помер в 1929 році. Більш популярна назва, «Ель Кампін» — це похідне від англійського слова «Кемпінг», оскільки на цих землях дійсно в минулому влаштовували літні табори відпочинку.
У матчі відкриття 10 серпня 1938 року збірна Колумбії поступилася з рахунком 1:2 Еквадору. «Мільйонаріос» відразу ж став виступати на цій арені, в той час як «Індепендьєнте Санта-Фе» до 1951 року виступав на старій міській арені Ла Мерсед.
«Ель Кампін» приймав безліч фіналів міжнародних турнірів. У 1975 році збірна Колумбії, яка поступилася у фіналі Кубка Америки збірній Перу, провела тут свій домашній фінальний матч. У 2001 році на цій арені колумбійці у фіналі вже повноцінного домашнього Кубка Америки обіграли збірну Мексики 1:0 і вперше стали чемпіонами континенту.
Крім знаменитої перемоги «Атлетіко Насьйоналя» в Кубку Лібертадорес у 1989 році, стадіон також вибирали домашнім у головному південноамериканському клубному турнірі наступні команди: «Депортес Толіма» (Ібаге) у 1982, «Америка Калі» у 2000, «Бояка Чіко» в 2008, «Індепендьєнте Медельїн» в 2010. Також тут домашні матчі проводив столичний «Ла Екідад» в Клаусурі 2007 і Апертурі 2010.
Стадіон Немесіо Камачо кілька разів реконструювався і оновлювався. До 1948 року, коли почали проводитися розіграші чемпіонату Колумбії з футболу, місткість складала 23,5 тисяч (хоча нерідко трибуни були переповнені і на стадіоні були присутні понад 25 тисяч глядачів). У зв'язку з цим, до 1951 році місткість була значно збільшена — до 54 тисяч з можливим збільшенням до 60 тисяч глядачів. У 1962 році на гру бразильського «Ботафого», в якому грав Гаррінча, прийшло 62 тисячі глядачів. В кінці 1990-х почалася реконструкція і в 2001 році місткість була скорочена до 47,1 тис. глядачів через нові вимоги до стадіонів в Кубку Лібертадорес).
Після того, як було прийнято рішення провести в Колумбії ччемпіонат світу з футболу для молодіжних збірних 2011 року, в 2010—2011 роках пройшла чергова реконструкція, покращилася інфраструктура і безпека, але місткість знову знизилася до рівня 36 343 глядачів.

## Фінали міжнародних турнірів
- Боліваріанськиі ігри 1938
- Панамериканські ігри 1971
- Кубок Америки 1975 (фінал по системі плей-оф)
- Кубок Лібертадорес 1989
- Кубок КОНМЕБОЛ 1996
- Кубок Мерконорте 1999
- Кубок Мерконорте 2000
- Кубок Мерконорте 2001
- Кубок Америки 2001
- Чемпіонат світу серед молодіжних команд 2011
- Південноамериканський кубок 2015

## Концерти
На стадіоні «Ель Кампін» проводяться не тільки футбольні матчі, але і влаштовуються різноманітні музичні концерти. Нижче представлені деякі виконавці і групи, які виступали на стадіоні:
- 1973 — Джеймс Браун
- 1988 — Quiet Riot
- 1992 — Глорія Естефан
- 1992 — Guns N' Roses
- 1994 — Pet Shop Boys
- 1995 — Bon Jovi і Лучано Паваротті
- 1995 — UB40, Елтон Джон і Шеріл Кроу
- 1996 — Пласідо Домінго
- 1996 — Soda Stereo, Карлос Сантана
- 1997 — Фіто Паес, Чарлі Гарсія і Мерседес Соса
- 1997 — Селія Крус
- 1998 — Ерос Рамаццотті
- 2000 — Шакіра
- 2001 — Алехандро Санс
- 2003 — Maná
- 2004 — The Offspring
- 2004 — Луїс Мігель
- 2004 — Chayanne
- 2004 — Алехандро Санс
- 2004 — Шон Пол і Дон Омар
- 2005 — The Black Eyed Peas і Smash Mouth
- 2005 — RBD
- 2012 — Пол Маккартні
- 2012 — Леді Гага
- 2013 — Джастін Бібер
- 2014 — One Direction
- 2015 — Foo Fighters
- 2015 — KISS
- 2016 — The Rolling Stones